# Новосёлки (Яворовский район)
Новосёлки (укр. Новосілки) — село в Яворовской городской общине Яворовского района Львовской области Украины.
Население по переписи 2001 года составляло 191 человек. Занимает площадь 5,65 км². Почтовый индекс — 81067. Телефонный код — 3259.